# Freyja-Maria Smolle-Jüttner
Freyja-Maria Smolle-Jüttner (* 10. April 1958 in Graz als Freyja-Maria Jüttner) ist eine österreichische Chirurgin und Thorax-Spezialistin.
Sie ist die Ehefrau des Dermatologen und Venerologen Josef Smolle, der von 2008 bis 2016 Rektor der Medizinischen Universität Graz war.

## Leben und Wirken
Freyja-Maria Jüttner wurde am 10. April 1958 in Graz geboren, wo sie aufwuchs und zur Schule ging. Nach ihrem Schulabschluss studierte sie Medizin an der Universität Graz und promovierte 1981.
Danach absolvierte sie bis 1987 die Ausbildung zum Facharzt für Chirurgie. Später folgten die Additivfacharztdiplome für Thoraxchirurgie (1994) und Intensivmedizin (1997). Im Jahr 1988 habilitierte sie sich für Chirurgie unter besonderer Berücksichtigung der Thoraxchirurgie sowie der hyperbaren Chirurgie. Ebenfalls 1988 heiratete sie ihren Studienkollegen Josef Smolle, der sich im selben Jahr habilitierte und mit dem sie vier Kinder bekam. Drei davon wurden auch Mediziner. Das jüngste der Kinder maturierte im Juni 2015.
Ab 1987 war Smolle-Jüttner als stationsführende Oberärztin an der Klinischen Abteilung für Thorax- und hyperbare Chirurgie des LKH-Universitätsklinikums Graz tätig.
1999 wurde sie zur Stellvertreterin des Abteilungsleiters bestellt.
Im Jahr 1997 erhielt sie Zertifikate für Tauch- und Überdruckmedizin der deutschen sowie österreichischen Gesellschaft für Tauch- und Hyperbarmedizin.
Ab 1. September 2003 trat Smolle-Jüttner die Nachfolge von Gerhard Friehs als Universitätsprofessorin für Chirurgie mit besonderer Berücksichtigung der Thoraxchirurgie an der Universität Graz an. Seit 1. Jänner 2005 ist sie Leiterin der Klinische Abteilung für Thorax- und hyperbare Chirurgie.
Am 14. November 2005 wurde die gebürtige Grazerin parallel zu ihrer Tätigkeit in ihrer Heimatstadt neues siebentes Mitglied des Universitätsrates der Medizinischen Universität Innsbruck und folgte dabei Bernhard Fleckenstein, der sich für die Stelle des Innsbrucker Rektors beworben hatte, nach.
An der Med-Uni Graz tritt Smolle-Jüttner zudem seit 21. November 2012 als 2. Stellvertreter des Klinikvorstands in Erscheinung und ist seit 17. Mai 2017 Modulkoordinatorin der Tauchmedizin und hyperbaren Oxygenation (HBO). 2013/14 war sie Präsidentin des 55. Österreichischen Chirurgenkongresses. Bis dato (Stand: 16. Mai 2019) betreute sie von 2008 bis 2018 32 Abschlussarbeiten.
Am 20. Juni 2015 war sie bei der Amokfahrt von Graz zusammen mit Familienangehörigen in der Grazer Innenstadt und war eine der Ersthelferinnen bei der Versorgung der Verletzten. Ihr Ehemann und zwei ihrer Kinder eilten daraufhin ebenfalls in die Innenstadt.
Smolle-Jüttner erläutert im Film "Lassing – Die ganze Geschichte" (2018) über das Grubenunglück von 1998 die Behandlung des tagelang unter erhöhtem Luftdruck unter Tage eingeschlossen gewesenen und dann befreiten Bergmanns.
2020 wurde sie als Nachfolgerin von Josef Pröll zur Präsidentin der Ludwig Boltzmann Gesellschaft gewählt.